# Kleintheater Luzern

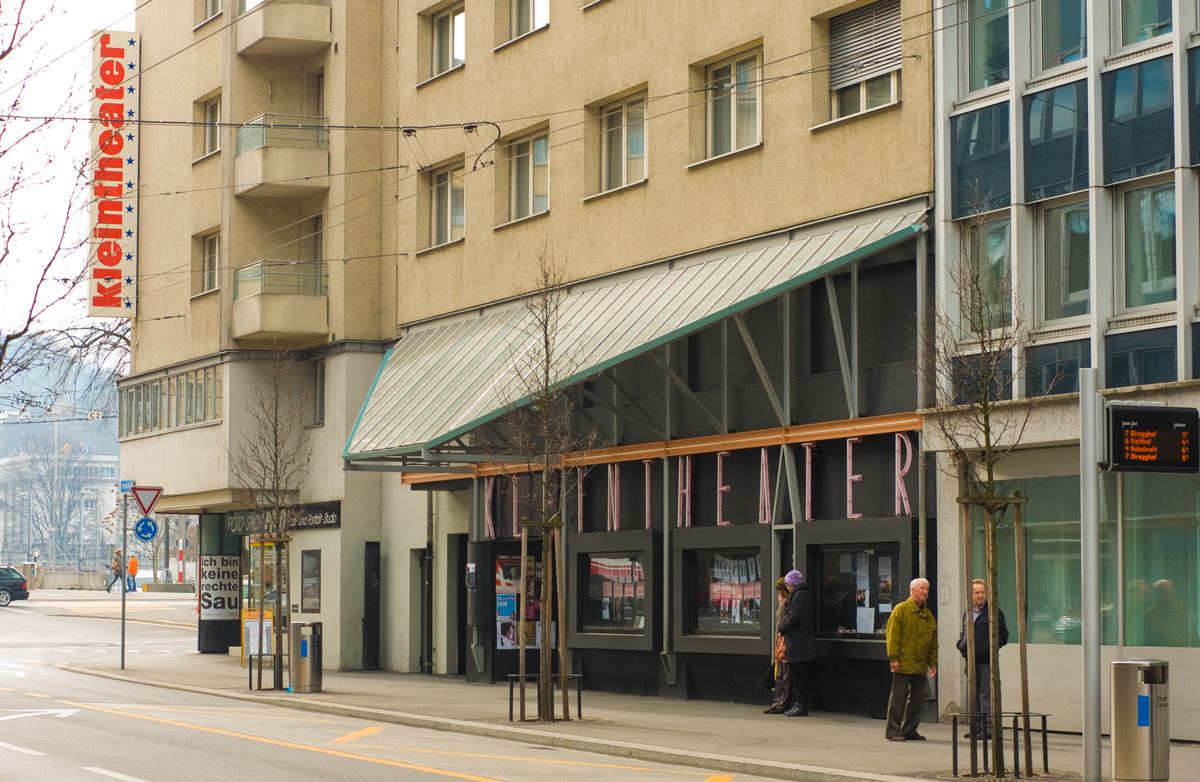
Kleintheater Luzern am Bundesplatz

Das Kleintheater Luzern ist ein Theater in Luzern. Das Programm besteht aus Kabarett, Sprech- und Tanztheater, Kindertheater, Musik und Literatur. Es ist nicht nur als Bühne bereits berühmter Kabarettisten, Musiker und anderer Bühnenkünstler, sondern seit seinen Anfängen als Sprungbrett noch unbekannter regionaler Bühnenkünstler bekannt.

## Baugeschichte
Das Gebäude am Bundesplatz 14 wurde 1963 bis 1964 von Herbert Keller erbaut. Nach dem Umbau zu einem Theater im Jahr 1967 durch den Architekten Paul Birve, fand die Eröffnung am 12. September desselben Jahres statt. Der Raum des Kleintheaters hat eine Guckkastenbühne und einen Zuschauerraum mit einem Rang. Insgesamt haben 247 Personen Platz. Im Jahre 1987 wurde das Gebäude gesamtsaniert durch den Architekten Eugen Mugglin.

## Geschichte
Vor dem Umbau zum Theater befand sich in den Räumlichkeiten das Tele-Café mit 200 Sitzplätzen. Es wurde mittels eines Eidophor-Projektors das Schweizer Fernsehen übertragen. Später wurden Köche bei der Arbeit gefilmt und via Leinwand ins Café übertragen. Die Zuschauer konnten dies beobachteten und danach die Speisen degustieren.
Das Theater wurde 1967 von Emil Steinberger und seiner ersten Frau Maya Steinberger aus privater Initiative unter dem Namen Kleintheater am Bundesplatz gegründet. 1978 wurde es in die „Stiftung Kleintheater Luzern“ umgewandelt. Es gehört somit zu den ältesten Kleinbühnen in der Schweiz.

## Zukunft
Die Luzerner Pensionskasse LUPK ist Eigentümerin der Liegenschaft, in der das Kleintheater eingemietet ist. Aufgrund von Schadstoffvorkommen in den Obergeschossen plant sie das Gebäude abzubrechen und einen Neubau zu erstellen. Darin ist aktuell kein Theater mehr eingeplant. Die Modalitäten und der genaue Zeitpunkt der Auflösung des bestehenden Mietverhältnisses sind Gegenstand von Verhandlungen. Nach aktuellem Verhandlungsstand bietet die LUPK dem Kleintheater einen Mietvertrag bis maximal Ende 2027.

## Leitung
- 1967 bis 1976 – Emil Steinberger
- 1976 bis 1996 – Marianne von Allmen zusammen mit Heidi Vokinger
- 1996 bis 2001 – Andrej Togni
- 2001 bis 2004 – Markus Kunz
- 2004 bis 2014 – Pia Fassbind zusammen mit Barbara Anderhub
- 2014 bis 2016 – Sonja Eisl zusammen mit Caroline Haas
- 2016 bis 2023 – Sonja Eisl und Judith Rohrbach, die bisherige Assistentin der Theaterleitung[4]
- seit Saison 2023 – Janine Bürkli und Fabienne Mathis[5]

## Bühnenkünstler (Auswahl)
- Mani Matter, Schweiz
- Emil Steinberger, Schweiz
- Peach Weber, Schweiz
- Wolf Biermann, Deutschland
- Walter Roderer, Schweiz
- Eva-Maria Hagen, Deutschland
- Christy Doran, Schweiz
- Ōno Kazuo, Japan
- César Keiser, Schweiz
- Lorenz Keiser, Schweiz
- Joachim Rittmeyer, Schweiz
- Georg Schramm, Deutschland
- Urban Priol, Deutschland
- Ursus & Nadeschkin, Schweiz
- Ohne Rolf, Schweiz
- Georgette Dee & Terry Truck, Deutschland / Grossbritannien